# Тисл (остров)
Тисл — остров, находящийся в заливе Спенсер, на южном побережье Австралии, примерно в 200 километрах к западу от Аделаиды и к северо-западу от островов Гамбье. Город Порт-Линкольн находится к северо-западу от острова.
Длина острова — около 17 километров, ширина от 1 километра в самой узкой центральной части и до 4 километров в юго-восточной части. Уэйлерс-Бэй — наиболее широкий залив на восточном побережье острова, а остров Альбатрос — самый маленький остров архипелага на юге.
В 2014 году, остров стал известен благодаря тому, что правительство Австралии построило на нем несколько научно-исследовательских объектов. С 2015 года началась разработка новых видов гидроакустики, помимо этого, Королевский флот Австралии использовал Южно-Австралийский акустический диапазон (SAAR), чтобы помочь правительству Австралии разработать специальные гидроакустические методы для подводных лодок в водах к западу от острова Тисл.

## История
Первоначальное название острова Тисл в Барнгарле — Нундала
Остров Тисл получил свое название от британского исследователя Мэтью Флиндерса в 1802 году. Случилась авария с катером под управлением Джона Тисла, находившиеся на борту 7 человек погибли в бушующем море. Несмотря на активные поиски экипажа корабля, тела находившихся на катере людей так и не были найдены. Флиндерс также назвал несколько небольших островов в этом районе в честь пропавшей команды.
Свидетельства наличия ранних поселений на острове были отмечены первыми китобоями. Было высказано предположение, что остатки, которые представляют собой «руины некоторых коттеджей с признаками правильного порядка в их расположении и расчищенной дорожкой между ними, на расстоянии около 100 ярдов по обеим сторонам дорожки разбросан известняк.» Было высказано предположение, что постройки могли быть возведены выжившими участниками экспедиции Лаперуза.
К 1832 году на острове проживало небольшое сообщество охотников на тюленей и их семей. Считается, что их лагерь располагался на берегу залива Уотерхаус.
Южно-Австралийская компания создала береговую китобойную станцию в заливе Уэйлерс в 1838 году в период британской колонизации Южной Австралии. Из Тасмании была доставлена команда опытных китобоев во главе с Х. Макфарлейном в качестве палача. Операция имела ограниченный успех в сезоне 1838 г. и не имела никакого успеха в сезоне 1839 г. Был сделан вывод, что это место было слишком далеко от пути миграции южного кита, и это место было заброшено.
Историческое место китобойного промысла в заливе Уэйлерс и место тюленей на острове Тисл внесены в Реестр наследия Южной Австралии.

## Геология
Остров Тисл имеет кристаллический фундамент, перекрытый известковым эолианитом, по берегами имеются крутые скалы. На восточной стороне есть песчаные пляжи, а на другой стороне острова, на полосе прибрежных дюн есть несколько небольших озёр.
Соседний остров Альбатрос, непосредственно находящийся близ острова Тисл, представляет собой крошечную часть острова Тисл, с преимущественно кристаллическим фундаментом и тонким слоем известковистого эолианита.

## Флора и фауна
Первооткрыватели острова Тисл в 1877 году не нашли ни маленьких пингвинов, ни австралийских морских львов, как изначально ими предполагалось, однако, вместо этого они нашли множество бумажных раковин наутилуса на внутреннем пляже острова. Они неоднократно слышали крики «сотен» маленьких пингвинов с их якорной стоянки в 1904 году. В 1932 году Дж. Т. Мортлок рассказал из Уэйлерс-Бей о «скорбной симфонии кроншнепов и пингвинов на близлежащих скалах».
В отчёте о посещении в 1928 году говорилось: «На Блэк-Роке, в северной части острова Тисл, мы потревожили большую колонию тюленей, которые быстро бросились в воду, когда яхта прошла мимо. Шахов было много. Были замечены многие виды морских птиц, включая олушей, арктических поморников, моллюсков и буревестников».
Остров является домом для интродуцированной популяции большого билби, первоначально выведенного в зоопарке Монарто. К октябрю 2020 года популяция на острове Тисл процветала настолько хорошо, что удалось поймать девять билби для переселения в Засушливый восстановительный заповедник недалеко от Роксби-Даунс, чтобы помочь увеличить там генофонд.